# Apocerycta bariana
Apocerycta bariana är en insektsart som beskrevs av Francois Jules Pictet de la Rive 1888. Apocerycta bariana ingår i släktet Apocerycta och familjen vårtbitare. Inga underarter finns listade i Catalogue of Life.